# Lina Rafn
Lina Rafn Sørensen (Copenhague, 12 de agosto de 1976) é uma cantora dinamarquesa, compositora , produtora e é atualmente ativa na banda Infernal. Além de que ela tenha sido anteriormente um VJ na Dinamarca, vídeo da música do canal The Voice TV Danmark, apresentando várias cartas.
Lina Rafn foi uma dançarina profissional a partir de uma idade muito precoce, mas ela não teve sua estréia como cantora profissional antes de fundar Infernal com o Paw Lagerman e Søren Haahr em 1997. Infernal single de estreia, o "Sorti de L'enfer".
A partir daí, ela ganhou fama mundial e o reconhecimento pelo seu trabalho. Ela é conhecida por sua voz forte e, juntamente com o Paw, criou a música "From Paris To Berlin". Com o nome da banda Infernal, ela já lançou quatro álbuns e vendeu milhões de cópias até hoje.
Sua marca vocal é um grunhido antes de atingir uma nota alta. Lina também gravou uma faixa com Green Court chamado Silent Heart. Lina era um juiz na segunda temporada do X Factor (Dinamarca), durante a primavera de 2009.

## Vida pessoal
Lina teve a primeira filha, Karmen, no início de 2010 com seu namorado de longa data Kasper Christensen.